# رشید یوسف
رشید یوسف (انگلیسی: Rasheed Yusuff؛ زادهٔ ۱۶ اکتبر ۱۹۹۴) بازیکن هندبال اهل قطر است.